# Kropáčové z Krymplova
Kropáčové z Krymlova (příp. z Krymplova) byli staročeskou erbovní rodinou, později povýšenou na vladyckou, jež pravděpodobně vymřela roku 1756.

## Historie
Jan Kropáč získal velké jmění půjčováním peněz. Jeho potomek Zikmund koupil roku 1568 obec Letky s příslušenstvím. Zikmundovými potomky byli Šebastián († 1600) a Jan, z nichž Jan zdědil po bratrovi Letky.
Syn jednoho z nich byl Zikmund, který byl katolík, proto hodně utiskoval lidi podobojího smýšlení. Písař Filip Fabricius mu dal v roce 1622 za manželku svou dceru Lidmilu. Když Prahu opanovali Sasové, obával se pomsty a uprchl z Čech. Zemřel okolo roku 1640. Zůstaly po něm statky Vrutice (po manželce, odtud jméno Kropáčova), mlýn v Praze, dvůr u Mělníka, vinice a peníze za prodané Letky.
Jeho dětmi byli Jan Ignác, Filip Václav, František Ignác (jezuita) a dcera Justina. První tři se v roce 1649 ujali pozůstalostí a ostatní byli vyplaceni. Filip a Zikmund (zemřel roku 1665) zůstali v Praze. Jan Ignác byl ženatý s Alžbětou Trčkovou z Lípy (sestrou Adama Erdmana Trčky zavražděného v roce 1634 v Chebu s Albrechtem z Valdštejna) a pro své služby a zásluhy svého otce byl 1. července 1669 povýšen majestátem do stavu rytířského a obdržel příjmeni po svém dědovi z Hohenfallu. Také byl polepšen jeho erb.
Jeho syn František Albrecht držel Vrutici a Katusice, byl c. k. radou, radou komorního a dvorního soudu a hejtmanem litoměřického kraje. Zemřel v roce 1702, s manželkou Lidmilou Bzenckou z Prorubě (umřela v roce 1733) zplodil syny Františka Adama a Jana Václava. František Adam se ujal Vrutice, roku 1710 ji prodal a zemřel roku 1756 ve věku 79 let. Jím pravděpodobně tato rodina vymřela.

## Erb
Erb (v modrém štítě tři zlaté jetelové trojlístky) byl udělen majestátem z 13. 3. 1541 pražským měšťanům Janu Kropáčovi a Václavovi Medkovi.